# Robert II de Vitré
Pour les articles homonymes, voir Robert II.
Robert II de Vitré dit le Vieux, né en 1095 et mort après 1154 est un baron de Vitré et comte de Mortain du XIIe siècle. Figure assez méconnue, ce seigneur disparaît presque complètement des sources entre 1132 et 1148, ce qui laisse supposer un probable conflit d'ampleur avec Conan III de Bretagne qui l'aurait temporairement chassé de ses terres vitréennes. Cette zone d'ombre a permis le développement d'un récit presque mythique sous la plume de Pierre Le Baud, qui y voyait les signes d'un violent conflit ayant culminé en la bataille du pont de Visseiche, victoire de prestige de Robert sur son suzerain qui n'apparaît plus dans l'historiographie récente.

## Origines et comte de Mortain
Il est le fils d'André Ier de Vitré et de sa femme, Agnès de Mortain. Le mariage est conclu vers 1091, après que Robert de Mortain, père d'Agnès, a été capturé par le seigneur vitréen. Celui-ci, qui défendait le nord du Vendelais des raids du comte normand, accepta, en effet, de libérer le captif, sous plusieurs conditions, incluant notamment son mariage avec Emma de Mortain. Cette dernière épousant finalement Guillaume IV de Toulouse, c'est bien Agnès de Mortain, sa sœur, qui fut mariée à André de Vitré.
En 1106, le comte Guillaume, fils de Robert de Mortain, est destitué, en raison de son opposition à Henri Ier Beauclerc, à la suite de la bataille de Tinchebray. Parallèlement à cela, André Ier était un compagnon d'armes et vassal du souverain anglais en tant que seigneur possessionné en Cornouailles, et son mariage avec Agnès lui donnait une légitimité sur le comté normand. Le règne de Robert le Vieux à Mortain est néanmoins de courte durée, puisque Henri Ier cède le comté dès 1112 à son neveu et futur roi d'Angleterre, Étienne de Blois. On ne sait presque rien sur les six années d'exercice de Robert, très jeune comte, puisque son nom n'apparait que dans quelques chartes de Savigny.
Michel Brand'Honneur donne, quant à lui, une version différente des faits. Il affirme ainsi que c'est en 1106 que Robert le Vieux perd son honor de Mortain, à la suite de la victoire d'Henri Ier Beauclerc sur le duché de Normandie. Il ne cite cependant ni le contexte ni le moment de l'avènement du futur seigneur vitréen à la charge comtale. Cet évincement pourrait indirectement expliquer le conflit opposant celui-ci à Conan III de Bretagne appelé à se dérouler dans les années 1130. Ainsi, les prétentions de Robert sur le comté de Mortain seraient la cause d'une opposition à Étienne de Blois, son successeur choisi par Henri Ier. Dans le cadre du conflit pour le contrôle de la Normandie en pleine Anarchie anglaise, il aurait alors pris le parti de Geoffroy V d'Anjou, rival d'Étienne dont Conan III redoute la montée en puissance. Dès lors, toujours selon Michel Brand'Honneur, Robert le Vieux représenterait une menace pour son suzerain le duc de Bretagne, d'autant que les prochaines générations de la famille de Vitré sont appelées à entretenir de proches relations avec les Plantagenêt.

## Un seigneur exilé

### Une disparition peu documentée
Si André Ier de Vitré n'est plus cité après 1121, il est difficile de déterminer la date exacte de sa mort et de sa succession par Robert le Vieux, qui, lui, n'est cité qu'en 1130 ou 1131. Il est en tout cas certain que ce dernier est bien actif en tant que baron de Vitré au début des années 1130. De même que tous ses prédécesseurs depuis Riwallon le Vicaire, il semble très proche de son suzerain, en l'occurrence Conan III de Bretagne, puisqu'il est encore dans son entourage à ce moment-là. Plus encore, il en est certainement un fidèle compagnon puisque, dans sa jeunesse, il l'a accompagné à l'abbaye Saint-Nicolas d'Angers faire des dévotions en espérant la guérison d'un Conan III alors mourant. Ce dernier n'était alors accompagné que de son frère, Geoffroy, et de Robert. Pourtant, dès 1132, le seigneur de Vitré disparaît des sources. Ainsi, lorsqu'à cette date, le duc de Bretagne rappelle la donation de l'église Notre-Dame de Vitré à l'abbaye de Saint-Melaine de Rennes par le défunt André Ier, Robert est omis, ce qui laisse supposer, déjà, son éviction de Vitré. En 1136, Conan III semble agir tel le véritable seigneur puisqu'il fait une donation aux moines de Livré, en baronnie de Vitré.
Le retrait de la lignée des Robert-André semble profiter à la famille concurrente, celle des Goranton-Hervé, lignage ancien de seigneurs actifs à Vitré avant même que Robert Ier et ses descendants ne s'y implantent au milieu du XIe siècle. Cette obscure famille a pu également jouer un rôle dans l'exil forcé de Robert le Vieux afin de renforcer leur propre pouvoir. Dans les années 1130 et 1140, se succèdent ainsi deux seigneurs, un certain Goranton III, fils d'Hervé II (vers 1093), à qui certaines chartes donnent un Geoffroy pour frère, ainsi qu'Hervé III, son fils qui lui succède à une date inconnue. Celui-ci aurait eu pour femme Sézillia et un autre Goranton IV (vers 1075) pour fils qui, bien qu'affaibli après le retour en force des Robert-André à Vitré, continue à jouer un rôle notable dans le Rennais à la fin du siècle. Ces seigneurs apparaissent dans divers actes de donation en faveur d'édifices religieux de la région.

### Un seigneur exilé en conflit avec le duc de Bretagne
En s'appuyant sur la chronologie Chronicon Britannicum, Pierre Le Baud affirme qu'André Ier de Vitré ne meurt qu'en 1135, date contestée aujourd'hui mais reprise alors par Guy Alexis Lobineau, Louis Du Bois et Arthur de La Borderie. Dès lors, d'après ces auteurs, lorsqu'en 1132 Conan III de Bretagne semble maître de Vitré, c'est après s'être emparé des possessions d'un André Ier pourtant mort, avant de se retirer dans la foulée. Ce ne serait ensuite qu'en 1135 que le duc serait intervenu de nouveau et de manière plus pérenne, cette fois-ci contre Robert le Vieux donc. Du Bois, se basant sur Lobineau, explique cette seconde intervention par une révolte de Robert contre son père. André Ier se serait ainsi retrouvé assiégé par son fils qui aurait pris possession du Bourg-aux-Moines, quartier faisant face au château de Vitré. En réponse, pour venger cette trahison, le duc de Bretagne se serait saisi de la seigneurie. Cependant, si Pierre Le Baud cite bien un conflit entre les seigneurs vitréens, c'est uniquement dans le cadre du mariage de Robert avec Emme de La Guerche, alliance qui n'aurait pas été consentie par André. Le siège dont il est ici question est décrit par lui et par Lobineau comme bien plus tardif puisque le fait de Robert le Jeune, qui aurait poussé son père, Robert le Vieux, à abdiquer en sa faveur et à mourir en exil à Marmoutier, un 22 avril,. Cependant, aucun de ces éléments n'est relevé par l'historiographie moderne qui se contente d'expliquer l'intervention ducale par un possible rapprochement du Vitréais et de l'Anjou.
Selon toute vraisemblance, Robert Ier est parti en exil après sa mise à l'écart de sa seigneurie. Selon Louis Du Bois, il se serait ainsi réfugié à Fougères auprès du baron Henri en 1137. De là, il aurait mené une guerre acharnée contre Conan III, ravageant et pillant le Vendelais. Contre le contrôle d'une partie de la forêt de Rennes et du village de Gahard, le seigneur de Fougères l'aurait finalement chassé, le poussant à se retirer dans le Maine, à Mayenne. Là encore, un accord entre le duc et le Juhel II, fait à Montautour, aurait poussé Robert à fuir chez son cousin Guy de Laval. Toujours selon Louis Du Bois, Robert aurait alors continué de mener son combat, s'attaquant notamment aux châteaux de La Gravelle et de Launay-Villiers, où il se serait ensuite retranché quelques mois,. De nouveau chassé, il aurait quitté Laval pour se réfugier chez Guillaume, seigneur de La Guerche présenté comme le premier fils d'Emme de La Guerche, désormais épouse de Robert. Cette alliance semble confirmée par un acte de La Roë, écrit entre 1128 et 1138, puisqu'un vassal de Guillaume II de La Guerche, du nom de Bernard Busson, est cité comme prisonnier à Vitré, place alors tenue par Conan III.

### Une obscure fin de conflit
La fin du conflit ne trouve aujourd'hui pas d'explication, même si la rivalité avec les Goranton-Hervé, alors au pouvoir à Vitré, ne semble s'apaiser qu'entre 1156 et 1161 lorsque Henri II Plantagenêt intervient en la faveur de Robert III de Vitré. Cependant, les auteurs anciens, comme Louis Du Bois, voient dans la fin du conflit une victoire de prestige de Robert le Vieux sur Conan III survenue en 1144 au pont de Visseiche, bien que l'historiographie récente ne la cite pas. Voulant assiéger La Guerche, le duc de Bretagne se serait positionné non loin du bourg, près de Visseiche, dans l'attente de l'arrivée de son allié hypothétique, Geoffroy V d'Anjou. Bien que probablement rivaux, les deux hommes auraient ainsi convenu de se retrouver pour vaincre définitivement Robert de Vitré. Mais, alors que le comte d'Anjou serait à l'approche de La Guerche, entre La Selle et Moutiers, à seulement quelques lieues des assiégeants, Guillaume de La Guerche et Robert de Vitré, appuyés par Thibault de Mathefelon et par le seigneur de Candé, auraient attaqué par surprise les forces ducales, avant que celles-ci n'aient pu recevoir le recours des Angevins. La victoire des coalisés aurait été totale, d'après Lobineau, Conan se repliant précipitamment à Châteaugiron et les seigneurs de Raix et de Malestroit étant capturés. Selon Dom Morice et Pierre Le Baud, Robert reprendrait alors le contrôle sa baronnie, grâce à quelques Vitréens lui donnant l'empreinte en cire des clefs de la ville. Ceux-ci auraient, en effet, fait partie de ceux qui avait offert Vitré à Conan et auraient eu des remords. D'après Louis Du Bois, ils auraient ensuite voulu chercher l'absolution auprès du Pape Luce II, ce qui permettrait de dater le retour de Robert à Vitré. D'après Pierre Le Baud, il aurait en effet son fief un 4 décembre, donc certainement en 1144, puisque Luce II est mort en février 1145.
Robert le Vieux aurait recommencé à guerroyer dès l'année suivante, s’attaquant à Juhel II de Mayenne, dont la trahison quelques années plus tôt avait amputé la baronnie de quelques paroisses.
En 1155, un Robert de Vitré est cité dans l'entourage du duc de Bretagne Eudon II de Porhoët, ce qui laisse supposer un apaisement de la situation. L'identité de ce seigneur vitréen reste néanmoins incertaine, puisqu'il peut tant s'agir de Robert le Vieux que de son fils.

## Union et postérité
Selon Arthur Bertrand de Broussillon, Robert a trois enfants de son mariage avec Emme de La Guerche :
- Robert le Jeune, baron de Vitré d'environ 1154 à 1173 ;
- André ;
- Adélaïde.

Cette descendance est partiellement confirmée par le site Medieval Lands lui donne seulement deux fils :
- André (né vers 1123/1124 mort 28 juin 1145) ;
- Robert le Jeune.

Dans son étude récente Frédéric Morvan lui donne une descendance sensiblement différente :
- Robert le Jeune ;
- Marquise de Vitré, épouse en premières noces de Hugues de Craon puis de Hugues de Mathefelon ;
- Havoise de Vitré, épouse de Robert de Ferrières ou Ferrers (mort en 1139) 1er comte de Derby.